# Chrysal Creek
Chrysal Creek är ett vattendrag i Kanada.   Det ligger i provinsen Ontario, i den sydöstra delen av landet, 180 km sydväst om huvudstaden Ottawa.
Omgivningarna runt Chrysal Creek är en mosaik av jordbruksmark och naturlig växtlighet. Runt Chrysal Creek är det ganska glesbefolkat, med 36 invånare per kvadratkilometer.